# パートタイム探偵
『パートタイム探偵』（パートタイムたんてい）は、2002年から2004年までテレビ東京・BSジャパン共同制作「女と愛とミステリー」で放送されたテレビドラマシリーズ。全2回。主演は松坂慶子。

## キャスト

### 探偵事務所「K&Dリサーチ」
社名にある「K&D」とは、日比野が元刑事、千石が元泥棒である事から、刑事の「K」と泥棒の「D」の意味である。
山田典子
演 - 松坂慶子
平凡な専業主婦だったが家計が苦しくなりアルバイト探しを始める。
ふとした事から日比野と知り合い、強引に頼み込んで「パートタイム探偵」として働く。
自分がパートタイム探偵である事は、和雄以下家族には秘密にしているが、和雄とは調査の中でニアミスする事が多い。
調査のため、第1作では看護師、第2作ではバニーガールのコスプレをしている。
千石敏雄
演 - 黒沢年雄
社員。元泥棒。
篠原今日子
演 - 板谷由夏
社員。
五十嵐貴文
演 - 長江英和
社員。
日比野仁
演 - 吉田栄作
若社長。元刑事。
元々は熱血漢であったが、ある事件の捜査中に先輩刑事・相沢が自分を庇って撃たれ殉職した事でショックを受け、人が変わったようにクールでドライな性格となった過去を持つ。

### 山田家
山田和男
演 - 大杉漣
典子の夫。四葉銀行の行員。第1作では銀行が事業統合する事となりリストラ対象となるが、典子達が扱う事件により、上司である部長が死亡し常務が逮捕される事態となったため、部長代理に任命される。
山田光太郎
演 - 本田大輔
山田と典子の息子。大学生。
山田すみれ
演 - 三国由奈
山田と典子の娘。高校生。

### ゲスト
★（依頼人）
第1作（2002年）
- 沼田孝一（四葉銀行 常務） - 岡本信人
- 大下（刑事） - 田中要次
- 相沢徹（刑事） - 中上雅巳
- 渋沢あゆみ（隆一と志津子の娘） - 原田舞美
- 豊見城真理（ホステスで源氏名「コトリ」） - 吉野きみ佳
- 一ノ瀬修司（美容師） - 玉山鉄二
- 鏡義彦（四葉銀行 部長） - 近藤正臣 ★
- 渋沢隆一（会社経営者） - 菅原大吉
- 渋沢志津子（隆一の妻） - 棟里佳
- 美容師 - 有薗芳記
- 渋沢（隆一の母） - 絵沢萠子
- 鏡幸江（鏡の妻） - 宮崎美子

第2作（2004年）
- 小田島理恵（外食産業「サンライズ・ダイニング」キャリアOL・小枝子の実娘） - 山本未來（幼少期：佐々木麻緒） ★
- 亀田（刑事） - 有薗芳記
- 社長秘書 - 村川敦子
- 理恵の同僚 - 上村愛香、冨田直美
- 新入社員 - 松本享子
- サンライズ・ダイニング社員 - 正木佐和、江口のりこ
- 藤江修太郎（外食産業「サンライズ・ダイニング」社長） - 寺田農
- 藤江修造（外食産業「サンライズ・ダイニング」副社長） - 鈴木一真
- 鳥谷圭一 - 矢島健一
- 山際和雄（理恵を嫌がらせして解雇を追い詰めた張本人） - 徳井優
- 松野貴理子（外食産業「サンライズ・ダイニング」お局OL） - 細川ふみえ
- 岡園小枝子（ワインバー「okazono」のママ・理恵の実母） - 仁科亜季子

## スタッフ
- 原作 - 渡邉文男「第2の警察」（トランスワールドジャパン）
- 脚本 - 田辺満
- 監督 - 三池崇史
- 撮影 - 上野彰吾（1）、山本英夫（2）
- ステディカム - 清久素延・相馬大輔（2）
- 編集 - 村山竜二（1）、島村泰司（2）
- ラインプロデューサー - 小川勝広（2）
- スタントコーディネーター - 辻井啓伺、玉寄兼一郎（1）
- 音響効果 - 斉藤昌利・堀内みゆき（カモメファン、1）、柴崎憲治・小山秀雄（アルカブース、2）
- 技術協力 - ムーンクラフト（1）、ビデオフォーカス（2）
- ポスプロ - 日活スタジオセンター（1）、TOVIC（1）、テレテックメディアパーク（2）
- 制作管理 - 遠藤肇（日活撮影所、1）、三木和史（ビデオプランニング、2）
- 監修協力 - ガルエージェンシー
- 企画協力 - 中岡京平・企画ROOMイーゼル（1）、プロデュースハウスイーゼル（2）
- デスク - 金子正男
- チーフプロデューサー - 小川治（2）
- 統括プロデューサー - 不破敏之（1）、佐々木彰（2）
- プロデューサー - 平埜敬太（：日比野ひとし、アミューズ）、岡部紳二（テレビ東京）
- 制作 - テレビ東京、BSジャパン、アミューズ

## 放送日程
| 話数 | 放送日         | サブタイトル                                                          | 脚本   | 演出     |
| ---- | -------------- | --------------------------------------------------------------------- | ------ | -------- |
| 1    | 2002年12月11日 | 夫にナイショで七変化 奥様探偵が湯船でのぞいた花嫁の秘密！             | 田辺満 | 三池崇史 |
| 2    | 2004年02月25日 | あの主婦探偵が復活！殺人犯はワインの香り セクシー(秘)七変化危機一髪！ | 田辺満 | 三池崇史 |